# Bonnie Arnold
Bonnie Arnold (nacía el 14 de diciembre de 1955) es una productora de películas de animación de Hollywood que ha trabajado en Walt Disney Feature Animation, Pixar Animation Studios y DreamWorks Animation. Arnold creció en Atlanta, Georgia (Estados Unidos), pero más tarde trabajó en Hollywood y capturó en la ola de la animación por ordenador.

## Biografía
Arnold tiene un B.S. en periodismo de la Universidad de Georgia y un MS en el periodismo de la Universidad de Boston. Su interés en el periodismo la llevó a su primer destino como profesional de unidad publicista de American Playhouse el debut de la producción, el rey de América. El primer trabajo en Hollywood, una característica fue el coordinador de la producción de Neil Simon The Slugger su esposa, una película rodada en 1984 en Atlanta y producido por Ray Stark, quien fue responsable de muchos de Simón y de la película de Barbra Streisand éxitos. "Tengo un sentido real de la cinematografía de Hollywood el camino", recuerda Arnold. Después de años como un profesional independiente, Arnold finalmente encontró su descanso en la producción de Disney-Pixar Toy Story. Toy Story, cuando se convirtió en una taquilla aplastante, produce Tarzán, la supervisión de una tripulación de 1100 y un presupuesto de $ 150 millones y cinco veces mayor que la de "Toy Story".

## Filmografía
- Orión y la oscuridad (2024) (Productora ejecutiva)
- Cómo entrenar a tu dragón 3 (2019) (Productora)
- Cómo entrenar a tu dragón 2 (2014) (Productora)
- Cómo entrenar a tu dragón (2010) (Productora)
- La última estación (2009) (Productora)
- Vecinos invasores (2006) (Productora)
- Tarzán (1999) (Productora)
- Toy Story (1995) (Productora)
- La familia Addams (1991) (Productora asociativa)
- Bailando con lobos (1990) (Productora asociativa)

## Premios y distinciones
Premios Óscar
| Año  | Categoría                   | Película                    | Resultado |
| ---- | --------------------------- | --------------------------- | --------- |
| 2015 | Mejor Película de Animación | Cómo entrenar a tu dragón 2 | Nominado  |